# Piazza del Campo

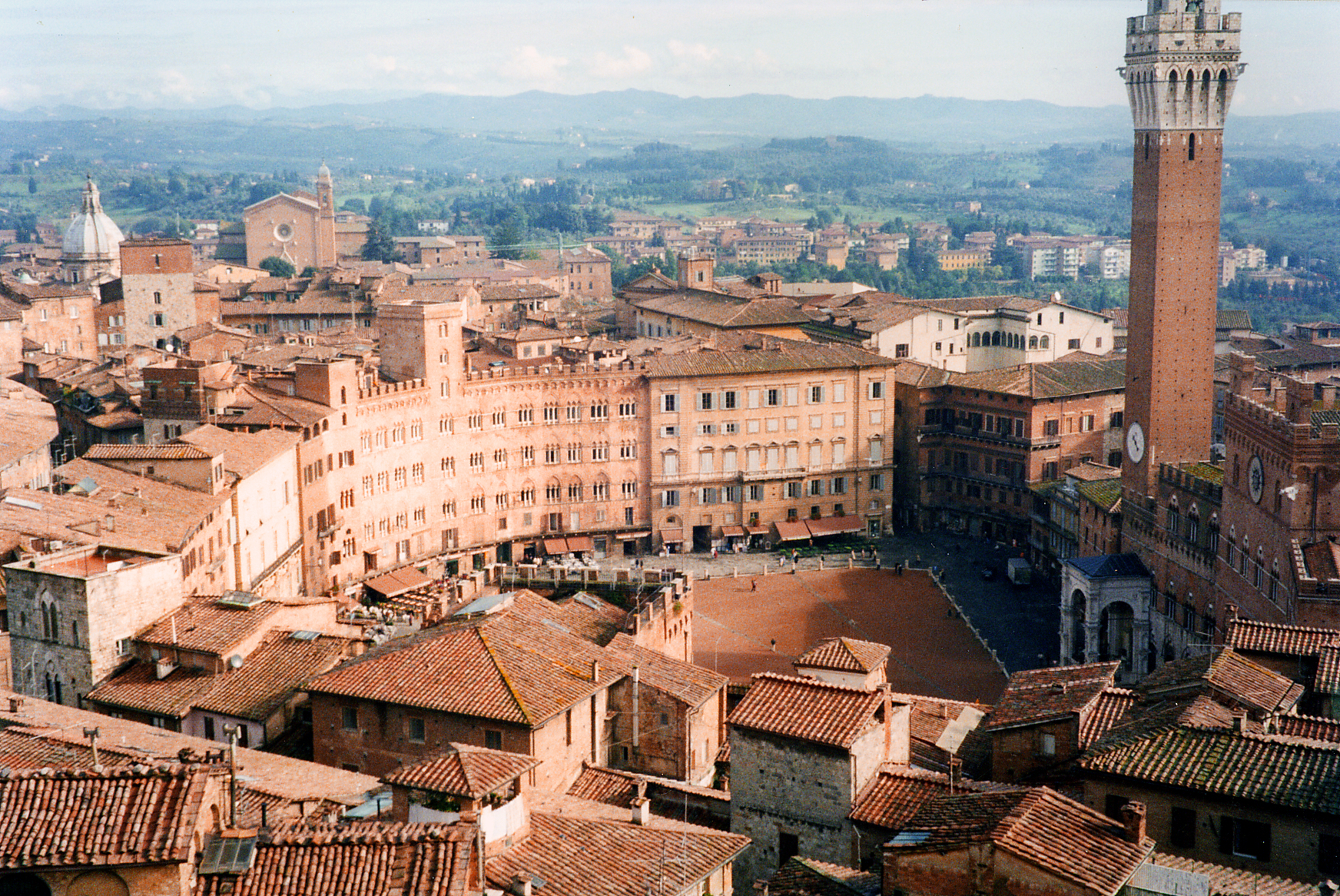
Piazza del Campo

Piazza del Campo – centralny plac (rynek) w Sienie, we Włoszech. Utworzony w XIII wieku, wybrukowany czerwoną cegłą i trawertynem, stanowi przykład jednego z najwspanialszych placów dawnej Europy. Charakteryzuje się oryginalnym muszlowatym kształtem.

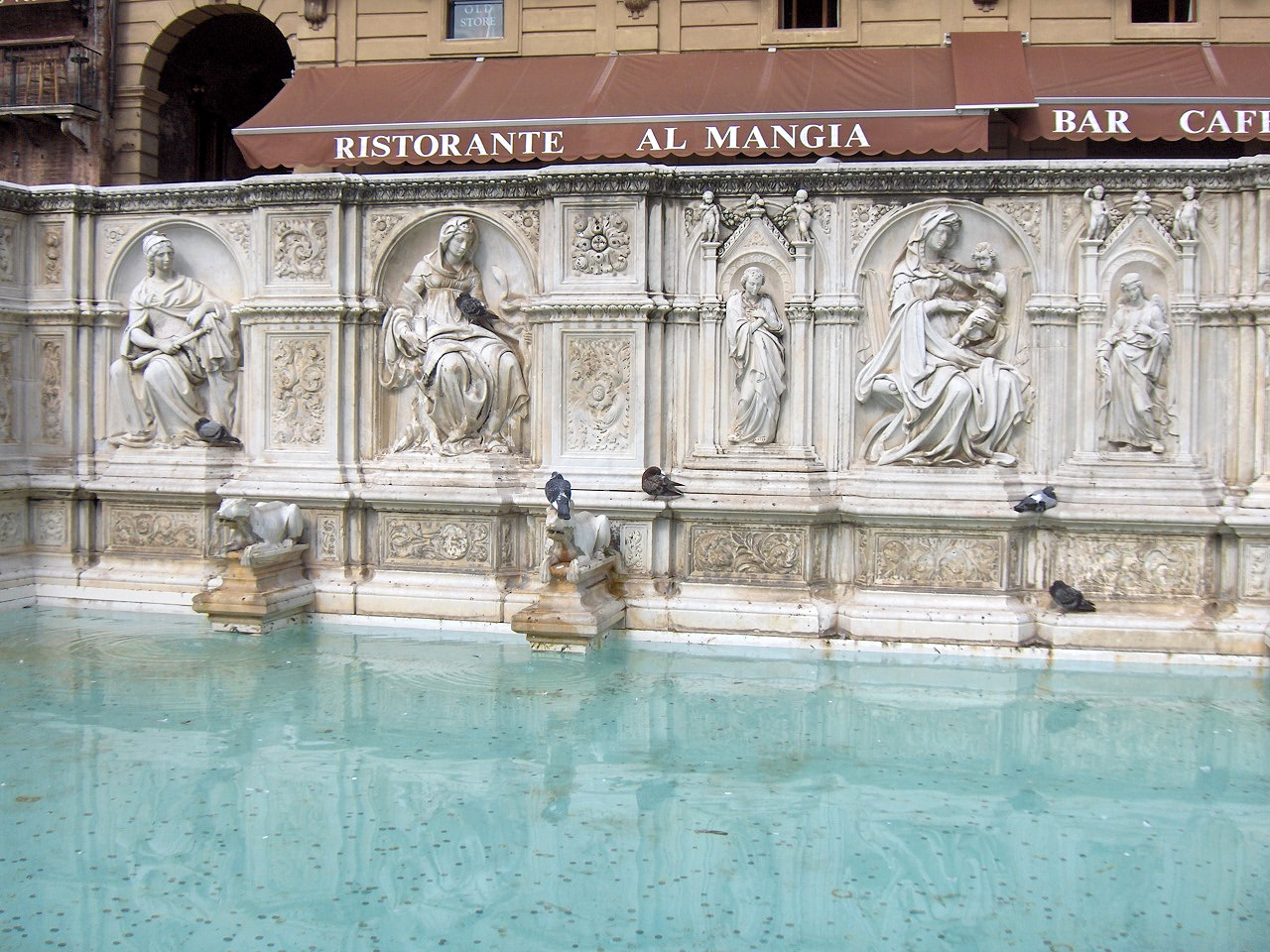
Fontanna Fonte Gaia

Przy Piazza del Campo znajdują się m. in:
- Palazzo Pubblico (Palazzo Communale) - spełnia rolę ratusza i znajduje się w nim Museo Civico
- wieża Torre del Mangia z 1334 r.
- fontanna Fonte Gaia - zasilana wodą ze średniowiecznego akweduktu, zbudowana w 1346[1].
- Cappella di Piazza
- Palazzo Petroni
- Palazzo Piccolomini Salamoneschi
- Palazzo Ragnoni
- Palazzo Mezolombardi-Rinaldini
- Palazzo Tornainpuglia Sansedoni
- Palazzo Vincenti
- Palazzo Rimbotti
- Palazzo della Mercanzia
- Palazzo Saracini
- Palazzo Scotti
- Palazzo Accarigi
- Palazzo Alessi
- Palazzo Mattasala Lambertini
- Palazzo Beringeri

Na Piazza del Campo odbywa się dwa razy do roku Il Palio (2 lipca i 16 sierpnia), wyścig konny, w którym rywalizują przedstawiciele dzielnic Sieny.
W pobliżu Piazza del Campo znajduje się najwspanialszy zabytek Sieny, katedra (Duomo) z XII wieku.